# Jarne Van de Paar
Jarne Van de Paar (* 23. Oktober 2000 in Balen) ist ein belgischer Radrennfahrer.

## Sportlicher Werdegang
Nach ersten Erfolgen bei den Junioren wurde Van de Paar 2019 Mitglied im Team Lotto-Soudal U23. International stand er in den vier Jahren im Nachwuchsteam wiederholt auf dem Podium, Siege erzielte er mehrfach bei Rennen des nationalen Kalenders. In der Saison 2022 wurde er Belgischer U23-Meister im Straßenrennen.
Anfang der Saison 2023 wechselte Van de Paar ein Jahr früher als geplant in das UCI ProTeam von Lotto Dstny. Seinen ersten Erfolg auf der UCI Europe Tour erzielte er mit einem Etappensieg bei der Tour du Loir-et-Cher 2023, den er jedoch für das Development Team einfuhr, bei dem er für die Rundfahrt eingesetzt wurde. Für das ProTeam gewann er in der zweiten Saisonhälfte die zweite Etappe der Tour of Taihu Lake. Im Jahr 2024 entschied er mit dem Grote Prijs Jean-Pierre Monsére ein belgisches Eintagesrennen für sich. 

## Erfolge
2018
- Punktewertung SPIE Internationale Juniorendriedaagse
- eine Etappe Oberösterreich-Juniorenrundfahrt

2022
- Belgischer Meister – Straßenrennen (U23)

2023
- eine Etappe Tour du Loir-et-Cher
- eine Etappe Tour of Taihu Lake

2024
- Grote Prijs Jean-Pierre Monsére